# Michal Grman
Michal Grman (* 30. Juli 1982 in Liptovský Mikuláš, Tschechoslowakei) ist ein slowakischer Eishockeyspieler, der zuletzt beim HK Ertis Pawlodar in der kasachischen Eishockeyliga unter Vertrag stand.

## Karriere
Michal Grman begann seine Karriere als Eishockeyspieler in seiner Heimatstadt in der Jugend des MHk 32 Liptovský Mikuláš, für dessen Profimannschaft er von 2000 bis 2004 in der Extraliga aktiv war. Zudem spielte der Verteidiger in diesem Zeitraum für den SK Banska Bystrica in der zweitklassigen 1. Liga, sowie den HKm Nitra in der Extraliga. Gegen Ende der Saison 2003/04 wechselte Grman zum HC Sareza Ostrava in die dritte tschechische Liga, mit dem er in den Playoffs 2004 den Aufstieg in die 1. Liga erreichte, in der der Linksschütze in der folgenden Spielzeit mit Ostrava spielte. Die Saison 2005/06 begann er bei dessen Ligarivalen HK Jestřábi Prostějov, ehe er im Laufe der Spielzeit zu seinem Ex-Club MHk 32 Liptovský Mikuláš in die slowakische Extraliga zurückkehrte. Nach einem Jahr bei MsHK Žilina, wechselte Grman zum HC Košice, mit dem er in der Saison 2008/09 erstmals Slowakischer Meister wurde. Diesen Erfolg konnte er 2010 und 2011 mit seiner Mannschaft wiederholen. Im November 2011 wechselte Grman innerhalb der Extraliga zum HC 05 Banská Bystrica und wurde ein Jahr später an den HC Karlovy Vary ausgeliehen. Dort spielte er wiederum bis November 2013, ehe sein Vertrag aufgelöst wurde und Grman nach Kasachstan zum HK Ertis Pawlodar wechselte.

## Erfolge und Auszeichnungen
- 2004 Aufstieg in die 1. Liga mit dem HC Sareza Ostrava
- 2009 Slowakischer Meister mit dem HC Košice
- 2010 Slowakischer Meister mit dem HC Košice
- 2011 Slowakischer Meister mit dem HC Košice
- 2014 Kasachischer Meister mit dem HK Ertis Pawlodar

## Extraliga-Statistik
(Stand: Ende der Saison 2010/11)